# Recebedores da Cruz de Cavaleiro da Cruz de Ferro: Q
A Cruz de Cavaleiro da Cruz de Ferro (em alemão:  Ritterkreuz des Eisernen Kreuzes) foi a maior condecoração militar concedida pela Alemanha Nazi durante a Segunda Guerra Mundial. Era concedida a militares de todas as patentes, deste um soldado até um Marechal de Campo e por diversos motivos que incluíam os atos de bravura de um soldado em batalha, um piloto de caça por ter abatido um número significativo de aeronaves inimigas e o hábil comando das tropas durante a batalha. Os condecorados eram enaltecidos pela propaganda alemã, tendo eles recebido grande atenção por parte da publicidade. Eram vendidos, por exemplo, porta retratos com as fotos dos últimos condecorados. Eles ainda eram convidados a discursar aos trabalhadores das fábricas envolvidas no esforço de guerra.
Desde a sua primeira condecoração concedida no dia 30 de setembro de 1939, até a sua última condecoração no dia 17 de junho de 1945, ela foi entregue a 7321 soldados. O número de condecorados é baseado na análise da comissão dos Recebedores da Cruz de Cavaleiro (AKCR). Foi concedida para os três ramos da Wehrmacht: Heer (exército terrestre alemão), Luftwaffe (força aérea) e Kriegsmarine (marinha) além da Waffen-SS, Reichsarbeitsdienst (serviço de trabalho do Reich) e Volkssturm (milícia nacional). Além dos soldados alemães, a condecoração também foi concedida para 43 estrangeiros, aliados do Terceiro Reich.
Walther-Peer Fellgiebel, que foi o ex-presidente e chefe da comissão de ordem do AKCR, escreveu um livro no ano de 1986 onde listou os condecorados com a Cruz de Cavaleiro, intitulado: Die Träger des Ritterkreuzes des Eisernen Kreuzes 1939–1945 — Die Inhaber der höchsten Auszeichnung des Zweiten Weltkrieges aller Wehrmachtsteile — Os portadores da Cruz de Cavaleiro da Cruz de Ferro 1939-1945 - Os proprietários do maior prêmio da Segunda Guerra Mundial de todos os ramos da Wehrmacht. Lançou a segunda edição de seu livro no ano de 1996, onde retirou 11 condecorados da lista original. Já o autor e historiador Veit Scherzer lançou tem dúvida sobre a condecoração de 193 dos listados, a maioria destes condecorados no ano de 1945, quando os acontecimentos dos últimos dias do Terceiro Reich deixaram um número de indicações incompletas e até várias fases do processo de aprovação estavam incompletas. O livro escrito por Scherzer foi em cooperação com o Arquivo Federal da Alemanha. Este livro foi escolhido pelo professor Dr. Franz W. Seidler para a Universidade da Bundeswehr de Munique e Deutsche Dienststelle (WASt), sendo considerado como uma referência aceita nestes dois lugares.

## Criação
A Cruz de Cavaleiro da Cruz de Ferro e seus graus mais altos foram baseados em quatro diferentes decretos. O primeiro decreto Reichsgesetzblatt I S. 1573 de 1 de setembro de 1939 instituiu a Cruz de Ferro (Eisernes Kreuz) e Cruz de Cavaleiro da Cruz de Ferro e a Grande Cruz da Cruz de Ferro (Großkreuz des Eisernen Kreuzes). O segundo artigo do decreto especifica que para ser condecorado com uma classe superior deveria ser primeiramente condecorado com todas as classe precedentes. Com o progresso da guerra, alguns do condecorados foram se destacando, sendo necessária um novo grau da condecoração, sendo então instituído no dia 3 de junho de 1940 o decreto Reichsgesetzblatt I S. 849 que criou a Cruz de Cavaleiro da Cruz de Ferro com Folhas de Carvalho.
Foram criados no dia 28 de setembro de 1941 dois graus da Cruz de Cavaleiro com o decreto Reichsgesetzblatt I S. 613, a Cruz de Cavaleiro da Cruz de Ferro com Folhas de Carvalho e Espadas Ritterkreuz des Eisernen Kreuzes mit Eichenlaub und Schwertern e a Cruz de Cavaleiro da Cruz de Ferro com Folhas de Carvalho, Espadas e Diamantes Ritterkreuz des Eisernen Kreuzes mit Eichenlaub, Schwertern und Brillanten. No final de 1944 o último grau da Cruz de Cavaleiro, a Cruz de Cavaleiro da Cruz de Ferro com Folhas de Carvalho Douradas, Espadas e Diamantes Ritterkreuz des Eisernen Kreuzes mit goldenem Eichenlaub, Schwertern und Brillanten a condecoração foi criada com o decreto Reichsgesetzblatt 1945 I S. 11 de 29 de dezembro de 1944.

## Condecorados
Aqui estão listados sete condecorados com a Cruz de Cavaleiro da Cruz de Ferro da Wehrmacht, cujos sobrenomes se iniciam com a letra "Q", estando ordenados em ordem alfabética pelo sobrenome. Destes, dois foram condecorados postumamente. Foram condecorados dois membros do Heer e cinco da Luftwaffe.
| Nome               | Serviço   | Patente                    | Ocupação e unidade                                                                                                 | Data de condecoração   | Notas                                                | Imagem |
| ------------------ | --------- | -------------------------- | --- | ---------------------- | ---------------------------------------------------- | ------ |
| Klaus Quaet-Faslem | Luftwaffe | Major                      | Gruppenkommandeur of I./Jagdgeschwader 3 "Udet"                                                                    | 9 de junho de 1944*    | Morto em acidente aereo no dia 30 de janeiro de 1944 | —      |
| Joachim Quassowski | Heer      | Hauptmann                  | Comandante do II./Grenadier-Regiment 484                                                                           | 18 de outubro de 1943  | —                                                    | —      |
| Werner Quast       | Luftwaffe | Fahnenjunker-Oberfeldwebel | Piloto no 4./Jagdgeschwader 52                                                                                     | 31 de dezembro de 1943 | —                                                    | —      |
| Horst Quednau      | Luftwaffe | Oberleutnant               | Piloto no III./Kampfgeschwader 27 "Boelcke"                                                                        | 3 de setembro de 1942  | —                                                    | —      |
| Fritz Quednow      | Luftwaffe | Hauptmann                  | Chief de Companhia do Fallschirm-Panzer-Regiment "Hermann Göring" do Fallschirm-Panzer-Division 1 "Hermann Göring" | 5 de abril de 1944*    | Morto em combate 27 de abril de 1944                 | —      |
| Friedrich Quentin  | Heer      | Major                      | Comandante do Kradschützen Bataillon 6                                                                             | 8 de fevereiro de 1943 | —                                                    | —      |
| Ewald Quest        | Luftwaffe | Oberleutnant da reserva    | Chief do 1./Flak-Regiment 33 (motorizado)                                                                          | 4 de maio de 1944      | —                                                    | —      |